# Alexis Fariña
Alexis Adrián Fariña Romero (ur. 17 grudnia 2004) – paragwajski piłkarz występujący na pozycji ofensywnego pomocnika, od 2023 roku zawodnik Cerro Porteño.